# Гвисто, Лу
Луис Джозеф Гвисто (англ. Louis Joseph Guisto, 16 января 1895, Напа, Калифорния — 15 октября 1989, там же) — американский бейсболист итальянского происхождения, игрок первой базы. В Главной лиге бейсбола выступал в составе «Кливленд Индианс». После завершения карьеры он в течение сорока лет работал тренером бейсбольной команды Колледжа Святой Марии в Калифорнии.

## Биография

### Ранние годы и начало карьеры
Луис Гвисто родился 16 января 1895 года в Напе. Он был одним из трёх детей в семье Лоренса и Луизы Гвисто, уроженцев Генуи. В детстве Лу начал играть в бейсбол, во время учёбы в школе он был одной из звёзд команды. После её окончания он выступал за полупрофессиональную команду из Оровилла. Позже Гвисто поступил в калифорнийский Колледж Святой Марии, где изучал банковское дело и продолжал заниматься бейсболом. Кроме того, Гвисто выступал за его команды по американскому футболу и регби. В 1916 году, по рекомендации нескольких выпускников колледжа, он подписал контракт с клубом Лиги Тихоокеанского побережья «Портленд Биверс».

### Бейсбольная карьера
В своём дебютном сезоне Гвисто отбивал с показателем 28,6 % и выбил 14 хоум-ранов, а также заработал репутацию надёжного защитника. Интерес к нему проявляли клубы Главной лиги бейсбола «Кливленд Индианс» и «Чикаго Кабс». Борьбу за игрока выиграл «Кливленд», но переговоры шли долго, Лу отказался от зарплаты в 2 150 долларов, а окончательные условия контракта остались неизвестными. Он дебютировал в составе «Индианс» 10 сентября 1916 года и до конца регулярного чемпионата успел сыграть в шести матчах, отметившись тремя хитами.
Весной 1917 года на сборах Лу выиграл борьбу за место основного первого базового команды у Чика Гэндила, которого в итоге обменяли в «Чикаго Уайт Сокс». Гвисто хорошо играл в защите, но крайне плохо отбивал: в 200 выходах на биту на его счету было всего 37 хитов. В итоге он уступил место в составе Джо Харрису, за сезон приняв участие в 73 играх. После окончания сезона Лу и ещё пять игроков команды добровольцами либо по призыву поступили на военную службу.
После прохождения базовой подготовки, Гвисто был направлен в 363-й полк 91-й пехотной дивизии. Весной 1918 года он находился в Сиэтле, где Лу играл за полковую бейсбольную команду. Летом его подразделение было отправлено во Францию. Там Гвисто дослужился до звания сержанта и получил тяжёлое химическое отравление во время боёв в Аргонском лесу. Проведя несколько месяцев в госпитале, он вернулся в США весной 1919 года.
Последствия отравления и отсутствие тренировок отрицательно сказались на его спортивной форме. Руководство «Индианс» отправило Лу восстанавливать кондиции в составе команды «Окленд Оукс» в Лиге Тихоокеанского побережья. Там он провёл два сезона, сыграв 173 матча и получив перелом ноги. Несмотря на это, весной 1921 года Гвисто отправился на сборы с основным составом «Кливленда». В команде он провёл около месяца, сыграв два матча в регулярном чемпионате. Затем главный тренер Трис Спикер посчитал, что повышение температуры и влажность в городах, где предстояло сыграть, отрицательно скажутся на состоянии лёгких Лу. Он снова был отправлен в «Окленд». Там Гвисто доиграл сезон, отбивая с показателем 32,0 %, выбив 35 даблов и 8 хоум-ранов.
Следующие два сезона он провёл в «Кливленде»: в 1922 году Лу сыграл в 35 матчах, в 1923 году — в 40. Его результативность на бите оставалась невысокой и руководство клуба в конце концов отчислило игрока. Остаток сезона 1923 года он доиграл в «Окленде». В Главную лигу бейсбола Гвисто больше не возвращался. В составе «Оукс» Лу играл до 1927 года, был капитаном команды и выполнял обязанности её тренера.

### После завершения карьеры
В 1929 году Гвисто начал тренерскую карьеру, возглавив команду Калифорнийской лиги «Бейкерсфилд Биз». Затем в течение двух лет он работал с «Финикс Сенаторз», выведя их в плей-офф Аризонской лиги. Зимой 1931 года он получил предложение возглавить команду Колледжа Святой Марии, его альма-матер.
В колледже он проработал около сорока лет, тренировал и был менеджером книжного магазина в кампусе. В честь Гвисто было названо бейсбольное поле колледжа, спортивный департамент назвал в его честь награду самому одарённому атлету учебного заведения. После выхода на пенсию он регулярно принимал участие в различных официальных мероприятиях, в том числе церемониях введения новых членов в Зал славы. Сам он был избран в него четыре раза — один раз как тренер и трижды как игрок.
Скончался Лу Гвисто от рака горла 15 октября 1989 года в возрасте 94 лет.